# Nyarubindi
Nyarubindi är ett periodiskt vattendrag i Burundi.   Det ligger i provinsen Cankuzo, i den östra delen av landet, 150 km öster om huvudstaden Bujumbura.
I omgivningarna runt Nyarubindi växer huvudsakligen savannskog. Runt Nyarubindi är det ganska glesbefolkat, med 32 invånare per kvadratkilometer.